# Al-Qalasadi
Al-Qalasadi (القلصادي), de son nom complet Abū'l-Ḥasan ʿAlī ibn Muḥammad ibn ʿAlī al-Qurashī al-Qalaṣādī, né le 22 ou 23 octobre 1412 à Basta بسطة (actuellement Baza dans la région de Grenade en Andalousie) et décédé en 1486 à Béja (Tunisie), est un mathématicien arabe andalou.

## Ses méthodes
En usant de lettres pour désigner la racine carrée, l'égalité ou encore l'inconnue dans une équation, al-Qalasadi inaugure les méthodes des algébristes modernes. Al-Qalasadi utilisait ainsi la première lettre du mot arabe chay (chose) en notant l'inconnue x, 12x se prononçant 12 « ch ». Cette appellation est reprise par Adam Ries (1492-1559) ; elle est nommée cosa en italien et notée R (du latin res). Le carré de l'inconnue est symbolisé par un « m », première lettre du mot arabe mourabbaa signifiant « carré ». 6 « M » signifie donc 6x². La racine carrée est quant à elle symbolisée par « j », première lettre du mot arabe jêdr signifiant « racine ». La racine de 7 s'écrit alors : 7 « j ». L'égalité est symbolisée par la lettre « L », une égalité comme la racine de 9 = 3, s'écrit alors, de droite à gauche : 3 « l » √ de 9.
Ses contributions au symbolisme algébrique consistent à utiliser de courts mots arabes, ou seulement leurs lettres initiales, comme symboles mathématiques. En particulier, il a utilisé :
- wa voulant dire « et » pour +
- illa voulant dire « moins » pour -
- fi voulant dire « fois » pour ×
- ala voulant dire « sur » pour la division (/)
- « j » de jêdr voulant dire « racine »
- « ch » de chay voulant dire « chose » (x, l'inconnue)
- « m » de mal pour x à la puissance 2
- « k » de kab pour x à la puissance 3
- « l » de yadilou pour =

## Ouvrages
Al-Qalasadi a écrit plusieurs livres sur l'arithmétique et un sur l'algèbre. Quelques-uns sont des commentaires comme son commentaire sur le Talkhis amal al-hisab (Résumé d'opérations arithmétiques) d'Ibn al-Banna, un mathématicien marocain mort un siècle auparavant. Son important traité s'appelle Al-Tabsira fi'lm al-hisab (Éclaircissement de la science de l'arithmétique). Il en écrit une version simplifiée, le Dévoilement de la science de l'arithmétique, et une troisième version, le Dévoilement des secrets de l'usage des lettres tumultes.
Voir :
- Al-Qalasâdî, Sharh talkhîs a'mâl al-hisâb, Œuvre mathématique en Espagne musulmane du XVe s., texte présenté, édité et traduit par Farès Bentaleb, Dar al-Gharb al-Islami, Beyrouth, 1999